# Marasandra, Malur
Marasandra là một làng thuộc tehsil Malur, huyện Kolar, bang Karnataka, Ấn Độ.